# فاینال فانتزی ۱۰
فاینال فانتزی ۱۰ (به ژاپنی: ファイナルファンタジーX Fainaru Fantajī Ten، به انگلیسی: Final Fantasy X) یک بازی ویدئویی به سبک نقش‌آفرینی و عنوان دهمین قسمت از مجموعه بازی‌های فاینال فانتزی است که در سال ۲۰۰۱ توسط شرکت اسکوئر ساخته شد و برای کنسول پلی‌استیشن ۲ توسط سونی کامپیوتر انترتینمنت منتشر شد. شخصیت اصلی داستان پسری به اسم Tidus است که بازیکن مشهور نوعی ورزش است. داستان بازی روندی شگفت انگیز و خیره‌کننده دارد تا حدی که بازیکن را تا انتها می‌کشاند. این سری از بازی فاینال فانتزی داستان غم انگیزی دارد. شخصیت اصلی در حین داستان به سرزمین دختر احضار کننده‌ای به نام yuna می‌رود و از آنجاست که مسیر اصلی داستان زندگی tidus رقم خواهد خورد.
فاینال فانتزی ۱۰ اولین قسمت در این مجموعه بازی به‌شمار می‌رود که بر روی کنسول پلی‌استیشن ۲ روانهٔ بازار شد. این بازی در سبک نقش‌آفرینی بوده و توسط شرکت Square Soft ساخته و منتشر شده‌است. روند داستانی این بازی و صداگذاری از مهم‌ترین نقاط قوت آن است و نقطهٔ قوت دیگر آن شخصیت پردازی کم نظیر آن است تا حدی که به راحتی می‌توان با حتی کم رنگترین آن‌ها نیز ارتباط برقرار کرد.